# Llista de monuments de Parets del Vallès
Llista de monuments de Parets del Vallès inclosos en l'Inventari del Patrimoni Arquitectònic Català per al municipi de Parets del Vallès (Vallès Oriental). Inclou els inscrits en el Registre de Béns Culturals d'Interès Nacional (BCIN) amb la classificació de monuments històrics i els Béns Culturals d'Interès Local (BCIL) de caràcter arquitectònic.
| Monument                                                | Protecció    | Estil/època                   | Localització                                                      | Coordenades                                          | Codi?         | Imatge |
| ------------------------------------------------------- | ------------ | ----------------------------- | ----------------------------------------------------------------- | ---------------------------------------------------- | ------------- | --- |
| Torre de Cellers                                        | BCIN 1204-MH | Gòtic XIV-XV                  | Parets del Vallès                                                 | 41° 33′ 48″ N, 2° 14′ 22″ E / 41.563255°N,2.239574°E | RI-51-0005586 | Torre de Cellers (Parets del Vallès) · Vegeu més fotos d'aquest monument · Carregueu una nova foto d'aquest monument                               |
| Forn de la Torre de Cellers                             |              | Obra popular                  | Parets del Vallès                                                 | 41° 33′ 47″ N, 2° 14′ 23″ E / 41.563181°N,2.239734°E | IPA-29241     | Carregueu una nova foto d'aquest monument |
| Església de Sant Esteve de Parets                       | BCIL 2013    | Historicisme XX Mitjan        | Parets del Vallès Al final de l'enllaç amb la N-152               | 41° 34′ 24″ N, 2° 14′ 03″ E / 41.573391°N,2.234276°E | IPA-29242     | Església de Sant Esteve de Parets (Parets del Vallès) · Vegeu més fotos d'aquest monument · Carregueu una nova foto d'aquest monument              |
| Can Serra                                               | BCIL 2013    | Gòtic tardà XVIII Mitjan      | Parets del Vallès Av. Lluís Companys, 26                          | 41° 34′ 20″ N, 2° 13′ 50″ E / 41.572136°N,2.230489°E | IPA-29246     | Can Serra (Parets del Vallès) · Vegeu més fotos d'aquest monument · Carregueu una nova foto d'aquest monument                                      |
| Capella de Sant Jaume de Parets                         | BCIL 2013    | Darreres tendències XX Mitjan | Parets del Vallès Plaça de Josep Marcer, 7                        | 41° 33′ 30″ N, 2° 13′ 35″ E / 41.558214°N,2.226265°E | IPA-29249     | Capella de Sant Jaume de Parets (Parets del Vallès) · Vegeu més fotos d'aquest monument · Carregueu una nova foto d'aquest monument                |
| Can Guasch                                              | BCIL 2013    | Obra popular XVI              | Parets del Vallès Camí De Can Guasch, 1                           | 41° 34′ 32″ N, 2° 14′ 54″ E / 41.575668°N,2.248302°E | IPA-29251     | Can Guasch (Parets del Vallès) · Vegeu més fotos d'aquest monument · Carregueu una nova foto d'aquest monument                                     |
| Torre d'en Malla                                        | BCIL 2013    | Gòtic XIV, XVIII-XIX          | Parets del Vallès Camí de la Torre d'en Malla, s/n                | 41° 33′ 50″ N, 2° 12′ 41″ E / 41.564021°N,2.211324°E | IPA-29252     | Torre d'en Malla (Parets del Vallès) · Vegeu més fotos d'aquest monument · Carregueu una nova foto d'aquest monument                               |
| Can Massó, la Marinette, la Marineta                    | BCIL 2013    | Gòtic tardà, obra popular XX  | Parets del Vallès                                                 | 41° 34′ 49″ N, 2° 14′ 49″ E / 41.580249°N,2.247073°E | IPA-29253     | Can Massó (Parets del Vallès) · Vegeu més fotos d'aquest monument · Carregueu una nova foto d'aquest monument                                      |
| Can Moragues                                            | BCIL 2013    | Gòtic tardà                   | Parets del Vallès                                                 | 41° 34′ 09″ N, 2° 14′ 24″ E / 41.569166°N,2.239885°E | IPA-29254     | Can Moragues (Parets del Vallès) · Vegeu més fotos d'aquest monument · Carregueu una nova foto d'aquest monument                                   |
| Can Romeu                                               | BCIL 2013    | Obra popular XVIII Mitjan     | Parets del Vallès Carrer Can Romeu, 1                             | 41° 34′ 27″ N, 2° 14′ 54″ E / 41.574164°N,2.248427°E | IPA-29256     | Can Romeu (Parets del Vallès) · Vegeu més fotos d'aquest monument · Carregueu una nova foto d'aquest monument                                      |
| Vila-rosal                                              | BCIL 2013    | Obra popular IX               | Parets del Vallès                                                 | 41° 34′ 50″ N, 2° 12′ 24″ E / 41.580604°N,2.206750°E | IPA-29257     | Vila-rosal (Parets del Vallès) · Vegeu més fotos d'aquest monument · Carregueu una nova foto d'aquest monument                                     |
| Can Torrents                                            | BCIL 2013    | Obra popular XVII-XIX         | Parets del Vallès                                                 | 41° 33′ 33″ N, 2° 14′ 18″ E / 41.559097°N,2.238432°E | IPA-29258     | Carregueu una nova foto d'aquest monument |
| Hostal del Trenc                                        | BCIL 2013    | Obra popular XVI-XVIII        | Parets del Vallès Cuartel de Levante, 75                          | 41° 32′ 45″ N, 2° 13′ 58″ E / 41.545918°N,2.232838°E | IPA-29259     | Hostal del Trenc (Parets del Vallès) · Vegeu més fotos d'aquest monument · Carregueu una nova foto d'aquest monument                               |
| Can Volart, Can Pepet, Hostal de Can Cot                | BCIL 2013    | Obra popular XIX Mitjan       | Parets del Vallès                                                 | 41° 34′ 05″ N, 2° 14′ 37″ E / 41.568066°N,2.243550°E | IPA-29260     | Can Volart (Parets del Vallès) · Vegeu més fotos d'aquest monument · Carregueu una nova foto d'aquest monument                                     |
| Can Jornet de Parets                                    | BCIL 2013    | Obra popular XIX              | Parets del Vallès Paratge de Gallecs                              | 41° 33′ 38″ N, 2° 12′ 51″ E / 41.56058°N,2.21422°E   | IPA-41922     | Can Jornet (Parets del Vallès) · Modifica el valor a Wikidata · Carregueu una nova foto d'aquest monument                                          |
| Fàbrica Man, antiga Fàbrica Lamot                       | BCIL 2013    | XX                            | Parets del Vallès C. Logística                                    | 41° 33′ 49″ N, 2° 14′ 09″ E / 41.563569°N,2.235794°E | IPA-41923     | Fàbrica Man (Parets del Vallès) · Vegeu més fotos d'aquest monument · Carregueu una nova foto d'aquest monument                                    |
| Fàbrica Tipel (pintures de la façana)                   | BCIL 2013    | Darreres tendències XX        | Parets del Vallès C. Logística                                    | 41° 33′ 06″ N, 2° 14′ 08″ E / 41.551539°N,2.235524°E | IPA-41924     | Carregueu una nova foto d'aquest monument |
| Villa Jacinta, Can Masot i xemeneia                     | BCIL 2013    | XX                            | Parets del Vallès Camí de Montmeló, 8                             | 41° 33′ 29″ N, 2° 14′ 19″ E / 41.557970°N,2.238600°E | IPA-41925     | Carregueu una nova foto d'aquest monument |
| Can Cot                                                 | BCIL 2013    | Obra popular XV               | Parets del Vallès C. de la Premsa, 15                             | 41° 33′ 56″ N, 2° 14′ 21″ E / 41.565515°N,2.239295°E | IPA-41926     | Can Cot (Parets del Vallès) · Vegeu més fotos d'aquest monument · Carregueu una nova foto d'aquest monument                                        |
| Escola de Música, antiga casa del director de la Linera | BCIL 2013    | Eclecticisme XIX, XX          | Parets del Vallès Parc la Linera s/n                              | 41° 34′ 33″ N, 2° 14′ 02″ E / 41.575855°N,2.233786°E | IPA-41927     | Escola de Música (Parets del Vallès) · Vegeu més fotos d'aquest monument · Carregueu una nova foto d'aquest monument                               |
| CEIP Lluís Piquer                                       | BCIL 2013    | Noucentisme XX                | Parets del Vallès Av. Francesc Macià, 2 - av. Catalunya           | 41° 34′ 20″ N, 2° 14′ 06″ E / 41.572190°N,2.234888°E | IPA-41928     | CEIP Lluís Piquer (Parets del Vallès) · Vegeu més fotos d'aquest monument · Carregueu una nova foto d'aquest monument                              |
| Xemeneia de la Linera                                   | BCIL 2013    | XIX                           | Parets del Vallès Parc de la Linera                               | 41° 34′ 33″ N, 2° 13′ 57″ E / 41.57580°N,2.23261°E   | IPA-41929     | Xemeneia de la Linera (Parets del Vallès) · Vegeu més fotos d'aquest monument · Carregueu una nova foto d'aquest monument                          |
| La Casona, Vil·la Adela                                 | BCIL 2013    | Modernisme XX                 | Parets del Vallès C. Lepant, 11 - c. Miquel Servet, 12            | 41° 34′ 03″ N, 2° 13′ 56″ E / 41.567498°N,2.232225°E | IPA-41930     | La Casona (Parets del Vallès) · Vegeu més fotos d'aquest monument · Carregueu una nova foto d'aquest monument                                      |
| Ajuntament de Parets del Vallès                         | BCIL 2013    | Historicisme XX               | Parets del Vallès C. Major, 1                                     | 41° 34′ 23″ N, 2° 14′ 02″ E / 41.573169°N,2.233753°E | IPA-41931     | Ajuntament de Parets del Vallès · Vegeu més fotos d'aquest monument · Carregueu una nova foto d'aquest monument                                    |
| Llar d'Infants la Linera                                | BCIL 2013    | Noucentisme XX                | Parets del Vallès C. Ponent, 2-4                                  | 41° 34′ 29″ N, 2° 13′ 59″ E / 41.574631°N,2.233063°E | IPA-41932     | Llar d'Infants la Linera (Parets del Vallès) · Vegeu més fotos d'aquest monument · Carregueu una nova foto d'aquest monument                       |
| Ca n'Oms                                                | BCIL 2013    | XIX                           | Parets del Vallès C. Ponent, 14                                   | 41° 34′ 30″ N, 2° 13′ 52″ E / 41.575123°N,2.231096°E | IPA-41933     | Ca n'Oms (Parets del Vallès) · Vegeu més fotos d'aquest monument · Carregueu una nova foto d'aquest monument                                       |
| Casa Francisca Quilez Blasco i Ana Piñol Masip          | BCIL 2013    | Noucentisme XX                | Parets del Vallès C. Alfons XIII, 39 - c. Sant Joan, 47           | 41° 33′ 36″ N, 2° 13′ 25″ E / 41.560033°N,2.223747°E | IPA-41934     | Casa Francisca Quilez Blasco i Ana Piñol Masip (Parets del Vallès) · Vegeu més fotos d'aquest monument · Carregueu una nova foto d'aquest monument |
| Villa Helga                                             | BCIL 2013    | Noucentisme XX                | Parets del Vallès C. Alfons XIII, 41 - c. Onze de Setembre, 54    | 41° 33′ 36″ N, 2° 13′ 24″ E / 41.560069°N,2.223335°E | IPA-41935     | Villa Helga (Parets del Vallès) · Vegeu més fotos d'aquest monument · Carregueu una nova foto d'aquest monument                                    |
| Casa Dolors Llaveria                                    | BCIL 2013    | Noucentisme XX                | Parets del Vallès C. Alfons XIII, 43 - c. Onze de Setembre, 51-53 | 41° 33′ 36″ N, 2° 13′ 23″ E / 41.560092°N,2.223043°E | IPA-41936     | Casa Dolors Llaveria (Parets del Vallès) · Vegeu més fotos d'aquest monument · Carregueu una nova foto d'aquest monument                           |
| Casa Àngel Rodríguez                                    | BCIL 2013    | Noucentisme XX                | Parets del Vallès C. Alfons XIII, 45 - c. Sant Jaume, 54          | 41° 33′ 36″ N, 2° 13′ 22″ E / 41.560056°N,2.222660°E | IPA-41937     | Casa Àngel Rodríguez (Parets del Vallès) · Vegeu més fotos d'aquest monument · Carregueu una nova foto d'aquest monument                           |
| Can Calau                                               | BCIL 2013    | Obra popular XIX              | Parets del Vallès Camí de Can Calau                               | 41° 33′ 56″ N, 2° 13′ 01″ E / 41.565461°N,2.216976°E | IPA-41938     | Carregueu una nova foto d'aquest monument |
| Can Merengues                                           | BCIL 2013    | Obra popular XIX              | Parets del Vallès Camí de Can Merengues                           | 41° 33′ 51″ N, 2° 13′ 04″ E / 41.56424°N,2.21780°E   | IPA-41939     | Carregueu una nova foto d'aquest monument |
| Habitatge al carrer Llibertat, 22                       | BCIL 2013    | Eclecticisme XX               | Parets del Vallès C. de la Llibertat, 22                          | 41° 33′ 50″ N, 2° 13′ 35″ E / 41.563840°N,2.226517°E | IPA-41940     | Habitatge al carrer Llibertat, 22 (Parets del Vallès) · Vegeu més fotos d'aquest monument · Carregueu una nova foto d'aquest monument              |
| Casa Nova de Cal Vila                                   | BCIL 2013    | XIX                           | Parets del Vallès A 200 m a l'oest de la riera Seca               |                                                      | IPA-50674     | Carregueu una nova foto d'aquest monument |
| Habitatge al carrer Sant Miquel, 15                     | BCIL 2013    |                               | Parets del Vallès C. Sant Miquel, 15                              |                                                      | IPA-50675     | Carregueu una nova foto d'aquest monument |
| Safareig de la Torre d'en Malla                         |              |                               | Parets del Vallès                                                 |                                                      | IPA-53450     | Carregueu una nova foto d'aquest monument |